# Bernardo Sainz
Bernardo Sainz Gallo (México, D.F., México, 15 de abril de 1985) es un exfutbolista mexicano. Jugaba de delantero. Su último club fue el Delfines del Carmen del Ascenso MX.
Es apodado "el supercuñado" o el "cuñado de México" por ser hermano de Inés Sainz. Debido a este hecho, fue duramente criticado debido a que se consideró que su carrera deportiva se debió al nepotismo y a que era un recomendado de los dueños de clubes, y no a sus habilidades deportivas. Debido a la falta de recursos futbolísticos, se retiró prematuramente y actualmente se encuentra alejado del ambiente del futbol.

## Trayectoria

### Gallos Blancos, Querétaro
Comienza su trayectoria como futbolista en la segunda división del equipo de Querétaro, logrando en esta sumar varios partidos como titular y ser tomado en cuenta con el primer equipo, hasta que este desaparece de la Primera División Nacional

### Morelia
Llega de Gallos Blancos como un jugador a la división juvenil, de la cual sale campeón de goleo y llama la atención del director técnico del primer equipo en ese entonces Ricardo "TUCA" Ferreti, el cual lo convocó y en la semifinal de vuelta del torneo de Clausura 05 lo debutó en contra de los Tecos de la UAG, siendo así el último jugador debutado por el "TUCA" antes de que se presentará la regla de jugadores 20 años 11 meses.
Logrando con esto ser convocado a la selección nacional sub-20 en dos ocasiones.

### Dorados, Culiacán
En esta etapa es donde Bernardo se da a conocer, dentro de este periodo tuvo de compañeros a jugadores como Sebastian Abreu, Matute Morales, Andrés Orozco y el exitoso jugador y ahora entrenador Josep Guardiola. Debido a su poca participación, fue traspasado rapidadmente al club Tecos Fútbol Club.

### Tecos
Estuvo un año con este equipo en donde no tuvo mucha participación.

### Venados, Mérida
Debido a falta de juego es traspasado a Mérida, equipo de segunda división en México. Siendo este su primer equipo de primera división A en el cual estaba de planta se destacó por anotar goles además de colaborar con el equipo, logrando llegar a los cuartos de final en el primer torneo y logrando para el segundo torneo el Campeonato de la liga, peleando después el ascenso con Querétaro del cual el equipo de los gallos salió victorioso.

### Toros Neza
Con una gran oportunidad de hacer renacer el equipo que fue tan querido en México , Toros Neza.
Bajo el mando de David Patiño, fue una pieza del equipo en el 2010 y 2011, el Clausura 2012 fue su último torneo con el cuadro mexiquense

### Puebla
En el apertura 2012 fue trasferido al puebla en e cual no tuvo participación solo 1 partido de 7 minutos en el máximo circuito.

### Pumas Morelos
Para la campaña 2013, llegó a Pumas Morelos, equipo de segunda división donde tuvo poca participación.

### Delfines del Carmen
Para el Apertura 2013, llega a Delfindes de Ciudad del Carmen, equipo de la segunda división mexicana. En este equipo se mantendría la constante de tener poca participación. Tras su paso en Delfines del Carmen, Sainz decidió retirarse del futbol y hasta la actualidad se mantiene alejado del ambiente deportivo.

## Clubes
| Club                  | País   | Año        |
| --------------------- | ------ | ---------- |
| Querétaro Fútbol Club | México | 2004       |
| Dorados de Sinaloa    | México | 2005-2006  |
| Monarcas Morelia      | México | 2006-2007  |
| Correcaminos Uat      | México | 2006-2007  |
| Tecos                 | México | 2007-2008  |
| Venados               | México | 2008- 2010 |
| Toros Neza            | México | 2011- 2012 |
| Puebla Fútbol Club    | México | 2012       |
| Pumas Morelos         | México | 2013       |
| Delfines del Carmen   | México | 2013       |

| Club             | País   | Periodo     | Liga PJ (M) |
| ---------------- | ------ | ----------- | ----------- |
| Monarcas Morelia | México | C05         | 1 (3)       |
| Dorados          | México | A05-C06     | 23 (1213)   |
| Morelia          | México | A06-C07     | 3(91)       |
| Tecos            | México | A07-C08     | 4(100)      |
| Venados          | México | A08-C09-A09 | 28(1500)    |

## Palmarés

### Campeonatos nacionales
| Título                     | Club             | País   | Año  |
| -------------------------- | ---------------- | ------ | ---- |
| Campeón de Goleo           | Monarcas Juvenil | México | 2005 |
| Campeón Primera División A | Mérida           | México | 2009 |